# Android One
Android One is een technische standaard vastgelegd door Google van hardware en software waaraan smartphones moeten voldoen die dan ook uitgerust zijn met een ongewijzigd Android-besturingssysteem. Doel van de standaard is om een consistente gebruikerservaring te creëren en om het eenvoudiger te maken voor fabrikanten om toestellen te voorzien van updates.
Onder andere de volgende toestellen draaien op Android One:
- General Mobile GM6
- Xiaomi Mi A1, Xiaomi Mi A2 (lite), Xiaomi Mi A3
- Nokia 3.1, Nokia 3.1 Plus, Nokia 3.2, Nokia 4.2, Nokia 5.1, Nokia 5.1 Plus, Nokia 6.1, Nokia 7 Plus, Nokia 7.1, Nokia 7.2, Nokia 8 Sirocco Limited edition, Nokia 8.1, Nokia 9 PureView
- HTC U11 Life
- Motorola One, Motorola One Power, Motorola One Action & Motorola One Vision (Juni 2019)